# Hirtocossus cirrilator
Hirtocossus cirrilator is een vlinder uit de familie van de Houtboorders (Cossidae). De wetenschappelijke naam van de soort is voor het eerst gepubliceerd in 1919 door Ferdinand Le Cerf.
De soort komt voor in Madagaskar.